# Amt Schotten
Das Amt Schotten war ein Amt der Landgrafschaft und zuletzt des Großherzogtums Hessen.

## Funktion
In Mittelalter und Früher Neuzeit waren Ämter eine Ebene zwischen den Gemeinden und der Landesherrschaft. Die Funktionen von Verwaltung und Rechtsprechung waren hier nicht getrennt. Dem Amt stand ein Amtmann vor, der von der Landesherrschaft eingesetzt wurde. 

## Geschichte
Das Amt Schotten gehörte aufgrund der Teilung der Landgrafschaft Hessen nach dem Tod des Landgrafen Philipp I. 1567 zunächst zur Landgrafschaft Hessen-Rheinfels. Als deren Regent, Landgraf Philipp II., 1583 ohne männliche Erben starb, gelangte das Amt Schotten an die Landgrafschaft Hessen-Darmstadt, die 1806 zum Großherzogtum Hessen erhoben wurde. Hier lag das Amt in der Provinz Oberhessen. Letzter Amtmann war 1818–1821 Wilhelm Georg Ludwig Ouvrier.
Ab 1820 kam es im Großherzogtum zu Verwaltungsreformen. 1821 wurden auch auf unterer Ebene Justiz und Verwaltung getrennt und alle Ämter aufgelöst. Für die bisher durch die Ämter wahrgenommenen Verwaltungsaufgaben wurden Landratsbezirke geschaffen, für die erstinstanzliche Rechtsprechung Landgerichte. Die Verwaltungsaufgaben des ehemaligen Amtes Schotten wurden auf die Landratsbezirke Schotten und Nidda (dies betraf die Orte des Gerichtes Widdersheim), die Rechtsprechung den Landgerichten Schotten und Nidda (dies betraf die Orte des Gerichtes Widdersheim) übertragen. Bei dem Gericht Widdersheim handelte es sich um den überwiegenden Teil des ehemaligen Amtes Stornfels. Das Amt Schotten wurde aufgelöst.

## Bestandteile
Am Ende des Alten Reiches gehörten nachfolgend aufgeführte Gemeinden zum Amt Schotten:
- Betzenrod[5],
- Borsdorf (Gericht Widdersheim)[6],
- Götzen[7],
- Häuserhof (Gericht Widdersheim)[8],
- Kiliansberge[9],
- Michelbach[10],
- Nübel (Wüstung)[11],
- Ober-Widdersheim (Gericht Widdersheim)[12],
- Rainrod[13],
- Rudingshain[14],
- Schotten[15],
- Schwalheimer Hof (Gericht Widdersheim)[16],
- Stornfels (Gericht Ulfa)[17],
- Ulfa (Gericht Ulfa)[18] und
- Unter-Widdersheim (Gericht Widdersheim)[19].

## Recht
Im Amt Schotten galt als Partikularrecht das Gemeine Recht. Es behielt seine Geltung noch im gesamten 19. Jahrhundert und wurde erst zum 1. Januar 1900 von dem einheitlich im ganzen Deutschen Reich geltenden Bürgerlichen Gesetzbuch abgelöst.